# Litorhina infuscatus
Litorhina infuscatus är en tvåvingeart som först beskrevs av Mario Bezzi 1924.  Litorhina infuscatus ingår i släktet Litorhina och familjen svävflugor.
Artens utbredningsområde är Uganda. Inga underarter finns listade i Catalogue of Life.